# 比尔·利根
威廉·N·利根（英語：William N. Ligon，1952年5月29日—2024年6月11日），美国NBA联盟职业篮球运动员。他在1974年的NBA选秀中第10轮第175顺位被底特律活塞选中。此外也是一名律师，专攻刑事辩护和诉讼法。